# 기독교한국침례회
기독교한국침례회(基督敎韓國浸禮會/The Korea Baptist Convention)는 대한민국의 침례교 신앙을 표방하는 기독교 교단이다. 1889년 12월 8일 캐나다 선교사 말콤 펜윅(Malcom C. Fenwick)에 의해 설립되었다.

## 주장
침례교회는 성경을 신앙의 유일한 권위와 기준으로 삼으며, 성경무오설, 성경해석의 자유, 신앙고백을 강조한다. 자원주의와, 만인제사장설을 표방하며, 신앙의 자유와 교회와 국가의 분리(정교분리), 신자의 교회로서 회중정치를 표방한다.

## 역사

### 일제 강점기
침례교는 원산에 본부를 두고, 한국 전역은 물론, 해외선교에 주력하여 만주와 시베리아까지 선교를 하였으며, 일제와 공산주의으로부터 핍박을 받아 많은 순교자가 발생하였고, 일제로부터 교단해체령이 내려지기도 하였다.

### 광복 후
광복 후인 1949년 '대한기독교침례회'로 교단명이 변경되었으며 1950년 제40회 총회때 미국 남침례교(The Southern Baptist Convention)와 제휴하면서 선교사업이 활기를 띠기 시작하였다. 1959년에는 당시 총회장 안대벽 목사와 남침례회 선교사들 간의 갈등으로 대한기독교침례회와 기독교대한침례회로 분열되었으나 1968년 두 교단이 다시 합동하였고, 1969년 재단법인이 설립된 후, 1976년 기독교한국침례회로 개칭되었다.
1951년 부산 침례병원 개설, 1954년 대전 침례신학대학교, 1955년 침례신문 발행, 1979년 안성 수도침례신학교(2006년 침례신학대학교와 통폐합)를 설립하는 등 선교사업을 확장해나가고 있다. 기관으로는 침례신학대학교, 침례병원, 해외선교회(FMB), 국내선교회(KMB), 교회진흥원, 군경선교회, 문서선교기관들인 요단출판사와 침례신문사, 남선교연합회, 여선교연합회등이 있다.
대한민국 5대 개신교 교파(장로교, 감리교, 성결교, 순복음, 침례교) 중 지역 편중이 가장 심하며, 침례신학대학교가 있는 대전광역시를 중심으로 한 인근 지역에 신도가 많다.

## 교세
- 목사 : 6,415명(현역 : 4,657명)[3]
- 교회 : 3,416개
- 교인 : 약 520,000명 (2020.01 현재)[4]

## 같이 보기
- CBS기독교방송